# ボーイ・ワンダーの孤独
『ボーイ・ワンダーの孤独』（原題: Inserts）は、1974年のイギリスの映画。配給はユナイテッド・アーティスツ。

## あらすじ
落ちぶれた映画製作者がドラッグやセックスに取りつかれた男女と邸宅で繰り広げる爛れた会話劇。

## キャスト
- ボーイ・ワンダー：リチャード・ドレイファス
- キャシー・ケーキ：ジェシカ・ハーパー
- ハーリン：ヴェロニカ・カートライト
- ビッグ・マック：ボブ・ホスキンス
- レックス：スティーヴン・デイヴィース

## こぼれ話
- アメリカではNC-17に指定され、ドレイファスが映画協会に抗議した。
- 日本では劇場未公開だったがTBSで深夜に日本語吹き替えで放映された。
- ヒロインを演じたジェシカ・ハーパーが音楽コンサルタントという肩書きでクルーにも参加している[1]